# 2e escadre de frégates (Royaume-Uni)
Pour les articles homonymes, voir 2e escadre.
La 2e escadre de frégates est une unité navale de la Royal Navy de 1947 à 2002.

## Histoire
Durant son existence, l'escadre comprend des frégates de classe Black Swan, type 15, type 16, classe Leander et type 22. Elle est basée au HMNB Devonport.
Jubilé d'argent d'Élisabeth II
La 2e escadre de frégates participe au jubilé du 24 au 29 juin 1977. Les navires qui défilent sont :
- HMS Apollo (en) - Capt G. M. F. Vallings, RN (capitaine de la 2e escadre)
- HMS Hardy (en) - Lt Cdr M. J. Larmuth, RN
- HMS Torquay (en) - Lt Cdr M. H. Rhodes, RN
- HMS Dundas (en) - Lt Cdr W. J. Christie, RN

## Commandement d'escadre
| Commandant                             | Navire                        | Dates                        |
| -------------------------------------- | ----------------------------- | ---------------------------- |
| Capitaine William G. Crawford          | HMS Pelican                   | novembre 1947-septembre 1949 |
| Capitaine Christopher D. Bonham-Carter | HMS Pelican                   | septembre 1949-1951          |
| Capitaine Alwyn D. Lenox-Conyngham     | HMS Mermaid                   | septembre 1952-janvier 1954  |
| Capitaine Alexander H.C. Gordon Lennox | HMS Mermaid                   | janvier 1954-1955            |
| Capitaine Edward L. Cook               | HMS Teazer (en)               | décembre 1958-janvier 1960   |
| Capitaine Edward W. Briggs             | HMS Teazer                    | janvier 1960-août 1961       |
| Capitaine Ian W. McLaughlan            | HMS Whirlwind (en)            | août 1961-décembre 1962      |
| Capitaine Raymond P. Dannreuther       | HMS Undaunted                 | décembre 1962-novembre 1963  |
| Capitaine Geoffrey C. Mitchell         | HMS Aurora (en)               | novembre 1963-décembre 1965  |
| Capitaine Bernard H. Notley            | HMS Aurora                    | décembre 1965-juin 1967      |
| Capitaine A. Desmond Cassidi           | HMS Undaunted                 | juin 1967-décembre 1968      |
| Capitaine Brian C.G. Hutchings         | HMS Undaunted                 | décembre 1968-mai 1970       |
| Capitaine John B. Robathan             | HMS Undaunted                 | mai 1970-septembre 1971      |
| Capitaine R. Michael Burgoyne          | HMS Undaunted                 | septembre 1971-novembre 1973 |
| Capitaine Linley E. Middleton          | HMS Undaunted/HMS Apollo (en) | novembre 1973-avril 1975     |
| Capitaine Richard A. Stephens          | HMS Apollo                    | avril 1975-janvier 1977      |
| Capitaine George M.F. Vallings         | HMS Apollo                    | janvier 1977-février 1978    |
| Capitaine James W.F. Briggs            | HMS Apollo/HMS Diomede (en)   | février 1978-octobre 1979    |
| Capitaine Anthony J. Dunn              | HMS Diomede                   | octobre 1979-mai 1981        |
| Capitaine Anthony M.G. Pearson         | HMS Broadsword (en)           | mai-octobre 1981             |
| Capitaine William R. Canning           | HMS Broadsword                | octobre 1981-octobre 1982    |
| Capitaine Robert McQueen               | HMS Broadsword                | octobre 1982-octobre 1983    |
| Capitaine Anthony M. Norman            | HMS Broadsword                | octobre 1983-avril 1985      |
| Capitaine Geoffrey R.W. Biggs          | HMS Broadsword                | avril 1985-mai 1986          |
| Capitaine Brian W. Turner              | HMS Broadsword                | mai 1986-octobre 1987        |
| Capitaine Colin H.D. Cooke-Priest      | HMS Brilliant                 | décembre 1987-février 1989   |
| Capitaine Richard F. Cobbold           | HMS Brilliant                 | février 1989-1990            |
| Capitaine Tobin D. Elliott             | HMS Brilliant                 | 1990-1992                    |
| Capitaine James M. Burnell-Nugent      | HMS Brilliant                 | 1992-1993                    |
| Capitaine Charles J. Freeman           | HMS Cornwall (en)             | 1993-1994                    |
| Capitaine Geoffrey K. Billson          | HMS Cornwall                  | 1994-1996                    |
| Capitaine Anthony K. Dymock            | HMS Cornwall                  | 1996-1998                    |
| Capitaine James C. Rapp                | HMS Cornwall                  | 1998-1999                    |
| Capitaine Timothy P. McClement         | HMS Cornwall                  | 1999-2001                    |
| Capitaine Steven R. Kirby              | HMS Cornwall                  | 2001-mars 2002               |